# Alessandro Onofri
Alessandro Onofri (* 29. Mai 1874 in Spoleto; † 27. August 1932 in Varese) war ein italienischer Organist und Komponist.

## Leben und Werk
Alessandro Onofri studierte bis 1904 an der Scuola Nazionale di Musica unter anderem bei Pietro Mascagni in Rom.
1904 ließ sich Alessandro Onofri in Boston nieder und wirkte dort als Kirchenorganist.
Alessandro Onofri schrieb Opern, Operetten und Klavierstücke. Konkret schrieb er die Opern Biancospino (Venedig 1910) und Assiuolo (Rom 1912) sowie die Operetten La famiglia modello (Livorno 1913) und Il bocciulio di rosa (Rom 1916). Während seines Aufenthaltes in den Vereinigten Staaten schrieb er einige Amerikanische Tänze für Klavier.